# Odontellina
Odontellina is een geslacht van springstaarten uit de familie van de Odontellidae. De wetenschappelijke naam van de groep werd voor het eerst voorgesteld door Louis Deharveng in 1981. 

## Soorten
- Odontellina nivalis
- Odontellina sexoculata